# Ralph Nader

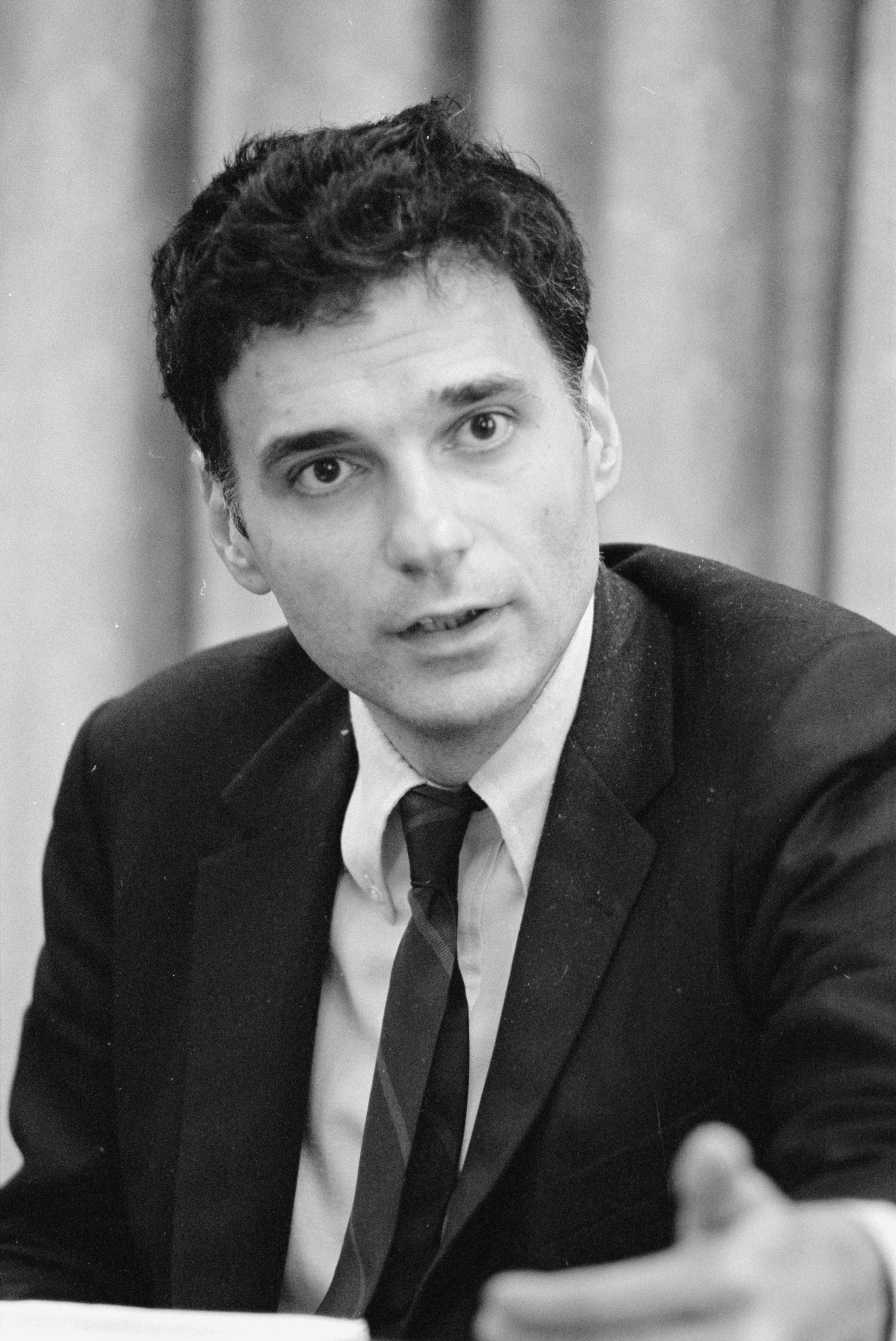
Nader 1975-ben

Ralph Nader (/ˈneɪdər /) (Winsted, 1934. február 27. –) amerikai politikai aktivista, író, előadó és ügyvéd, aki a fogyasztóvédelemben, a környezetvédelemben és a kormányzati reformtörekvésekben való részvételéről ismert.
Az Egyesült Államokba érkezett libanoni bevándorlók fia, Nader a Princeton Egyetemen és a Harvard Egyetem jogi karán tanult. Először 1965-ben került a nyilvános térbe, amikor megjelent az Unsafe at Any Speed című bestseller-könyve, amely az amerikai autógyártók biztonsági teljesítményének nagy hatású kritikája. Az Unsafe at Any Speed megjelenését követően Nader önkéntes joghallgatók egy csoportját – a „Nader's Raiders”-nek nevezett – a Szövetségi Kereskedelmi Bizottság vizsgálatában vezette, amely közvetlenül az ügynökség átalakításához és reformjához vezetett. Az 1970-es években Nader arra használta fel növekvő népszerűségét, hogy számos érdekvédő csoportot hozott létre, köztük a Közérdekű Kutatócsoportot, az Autóbiztonsági Központot és a Public Citizen-t. Nader legfigyelemreméltóbb célpontjai a Chevy Corvair és a Ford Pinto voltak. 
Nader négy alkalommal pályázott az Egyesült Államok elnöki posztjára, 1996-ban és 2000-ben a Zöld Párt jelöltjeként, 2004-ben a Reform Párt, 2008-ban pedig függetlenként indult. Nader minden kampányban igyekezett kiemelni az alábecsült problémákat és a választási reform szükségességét. 2000-ben közel 3 millió szavazatot kapott, amely vitákat kavart azon állítások miatt is, amelyek szerint kampányával segített a republikánus jelöltnek, George W. Bushnak megnyerni egy szoros választást Al Gore demokrata jelölttel szemben.
A kétszeres Nieman-ösztöndíjas Nader több mint kéttucatnyi könyv szerzője vagy társszerzője, és egy életéről és munkásságáról szóló dokumentumfilm, az An Inreasonable Man című dokumentumfilm témája volt, amely a 2006-os Sundance Filmfesztiválon debütált. Többször felvették a „100 legbefolyásosabb amerikai” listára, beleértve a Life, a Time és a The Atlantic által közzétett listákat is. A New York Times "disszidensnek" nevezte. 

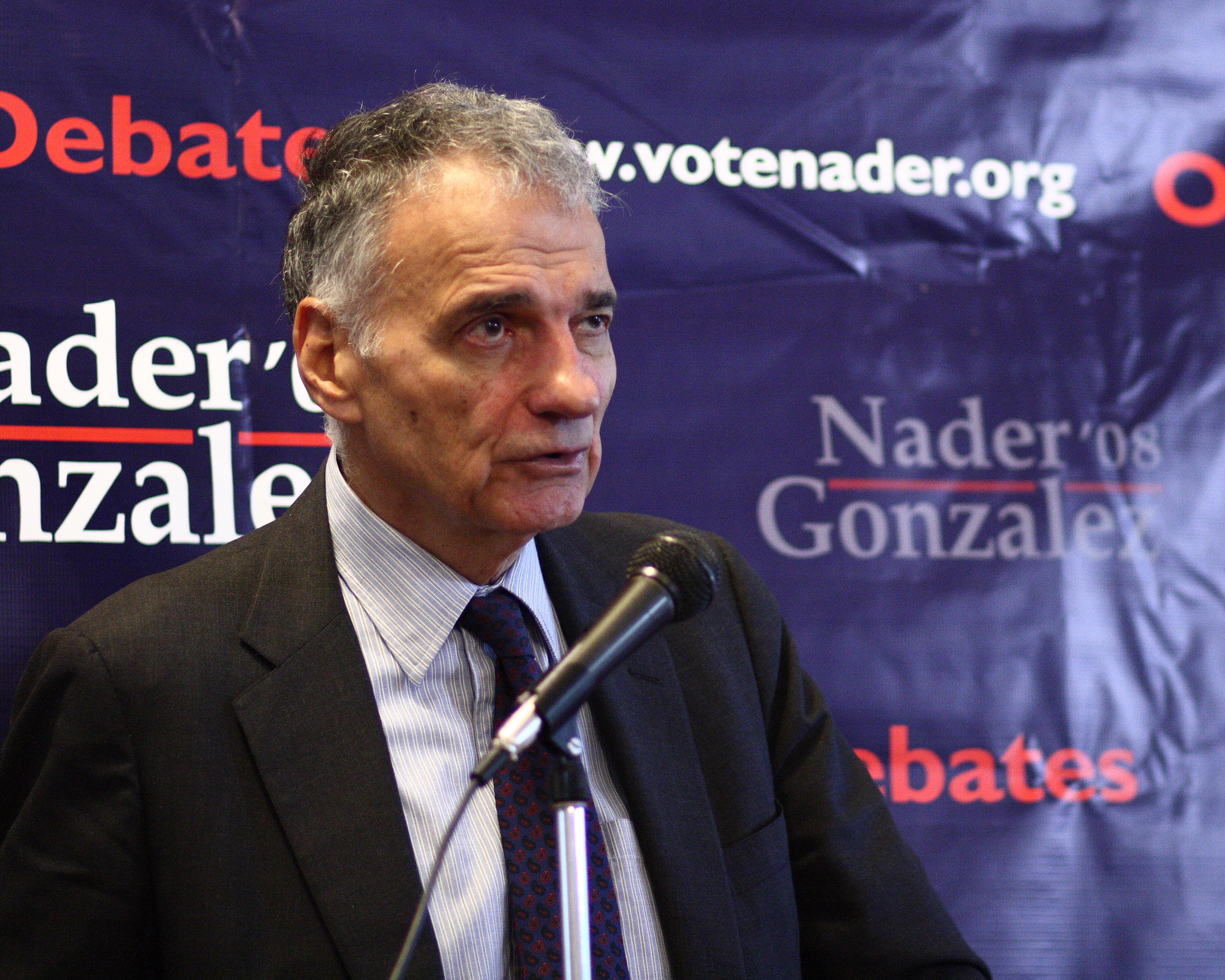
Nader 2008-ban

## Fordítás
Ez a szócikk részben vagy egészben  a   Ralph Nader című angol Wikipédia-szócikk fordításán alapul.  Az eredeti cikk szerkesztőit annak laptörténete sorolja fel. Ez a jelzés csupán a megfogalmazás eredetét és a szerzői jogokat jelzi, nem szolgál a cikkben szereplő információk forrásmegjelöléseként.